# Innatismo del lenguaje
El innatismo del lenguaje es una cuestión teórica que afecta a la lingüística, la psicología del desarrollo y la genética, que ha sido ampliamente debatida desde la segunda mitad del siglo XX. El debate gira en torno a si existe cierto "conocimiento" lingüístico debido a la exposición de un bebé al lenguaje de sus cuidadores o padres. En ocasiones no se habla tanto de conocimiento, sino de la existencia de preestructuras y condicionamiento genéticamente programados que llevan a los niños a adquirir una lengua humana.
La posición de Noam Chomsky y otros generativistas es que los seres humanos, a diferencia de los primates, pueden adquirir espontáneamente una lengua humana cuando reciben el estímulo adecuado, a diferencia de otros primates, porque la genética humana codifica estructuras cerebrales específicas que llevan al desarrollo del lenguaje. En esta versión no se trata de que existan circuitos neuronales preconfigurados o conocimiento propiamente lingüístico, del tipo que tiene un hablante que ya ha adquirido su lengua materna, sino de la capacidad innata para adquirir la lengua materna gracias a procesos de aprendizaje genéticamente codificados.
Por otro lado ha existido desde el principio críticos de esta posición como Hilary Putnam. De hecho Putnam acuñó la expresión hipótesis de lo innato para referirse a una hipótesis lingüística de la adquisición del lenguaje que sostiene que existe al menos algo de conocimiento sobre el lenguaje en los seres humanos al nacer. Putnam usó la expresión "la hipótesis de lo innato" para atacar el nativismo lingüístico y específicamente las opiniones de Noam Chomsky. Los hechos sobre la complejidad de los sistemas de lenguaje humano, la universalidad de la adquisición del lenguaje, la facilidad que los niños demuestran al adquirir estos sistemas y el desempeño comparativo de los adultos al intentar realizar la misma tarea son comúnmente invocados como apoyo. Sin embargo, la validez del enfoque de Chomsky todavía se debate. Los empiristas abogan porque el lenguaje se aprende por completo. Algunos han criticado el trabajo de Chomsky, señalando problemas con sus teorías, mientras que otros han propuesto nuevas teorías para explicar la adquisición del lenguaje (con diferencias específicas en términos de adquisición del lenguaje en sí en comparación con la adquisición del segundo idioma .

## Nativismo lingüístico
El nativismo lingüístico es la teoría de que los humanos nacen con algún conocimiento del lenguaje. Uno adquiere un lenguaje no enteramente a través del aprendizaje.
El lenguaje humano es complicado y se dice que forma una de las áreas más complejas de la cognición humana. Sin embargo, a pesar de su complejidad, los niños pueden adquirir un idioma con precisión en un corto período de tiempo. Además, la investigación ha demostrado que la adquisición del lenguaje entre los niños (incluidos los ciegos y los sordos) ocurre en etapas de desarrollo ordenadas. Esto destaca la posibilidad de que los humanos tengan una capacidad innata de adquisición de lenguaje. Según Noam Chomsky, "La velocidad y la precisión en la adquisición de vocabulario no dejan una alternativa real a la conclusión de que el niño de alguna manera ya tiene prototipos y patrones característicos a todos los lenguajes antes de la experiencia con el lenguaje; y con la exposición a los estímulos básicamente está restringiendo sus posibilidades fonológicas y gramaticales, y aprendiendo las etiquetas para meta-conceptos que ya forman parte de su aparato conceptual". La opinión de Chomsky de que la facultad humana para adquirir un idioma es innata también es afirmada por Steven Pinker. Además, en su trabajo, The Language Instinct, Pinker argumentó que el lenguaje en los seres humanos es una adaptación biológica: el lenguaje está conectado a nuestras mentes por la evolución. Además, en contraste con la facilidad de los niños en la adquisición del lenguaje, después de haber superado la edad crítica para la adquisición del lenguaje, la complejidad de un idioma a menudo dificulta que los estudiantes adultos aprendan un segundo idioma. La mayoría de las veces, a diferencia de los niños, los adultos no pueden adquirir un dominio nativo.  Por lo tanto, con esta idea en mente, los nativistas abogan porque los fundamentos del lenguaje y la gramática son innatos más que adquiridos a través del aprendizaje. La hipótesis de innatidad apoya el nativismo del lenguaje y se han propuesto varias razones y conceptos para apoyar y explicar esta hipótesis. En su trabajo, Chomsky introdujo la idea de un dispositivo de adquisición de lenguaje (LAD, por sus siglas en inglés) para dar cuenta de la competencia de los humanos para adquirir un idioma. La gramática universal (UG) que a menudo también se acredita a Chomsky se introdujo más tarde.

### Dispositivo de adquision de idioma
Según Chomsky, los humanos nacen con un conjunto de herramientas de aprendizaje de idiomas denominado LAD. La LAD es una parte abstracta de la mente humana que alberga la capacidad para que los humanos adquieran y produzcan lenguaje.  Chomsky expresó que los niños son capaces de derivar reglas de un lenguaje a través de pruebas de hipótesis porque están equipados con un LAD. La LAD luego transforma estas reglas en gramática básica.  Por lo tanto, según Chomsky, la LAD explica por qué los niños parecen tener la capacidad innata de adquirir un lenguaje y explican por qué no se requiere una enseñanza explícita para que un niño adquiera un idioma.

### Gramática universal
En su argumento a favor de la existencia de una LAD, Chomsky propuso que para que un niño adquiera un idioma, se necesita suficiente conocimiento innato de lenguaje específico. Estas restricciones se denominaron más tarde como gramática universal (UG). En esta teoría, se sugiere que todos los seres humanos tienen un conjunto de reglas limitadas para la gramática que son universales para todos los lenguajes humanos naturales. Estas reglas están conectadas genética mente a nuestros cerebros y pueden modificarse en correspondencia con el lenguaje al que están expuestos los niños. En otras palabras, bajo esta teoría, la adquisición del lenguaje se ve como un proceso de filtrado a través del conjunto de posibles estructuras gramaticales en lenguajes naturales preprogramados en la mente y esto se guía por la información del idioma en el entorno de uno. Chomsky introdujo posteriormente la gramática generativa. Argumentó que "las propiedades de una gramática generativa surgen de una" gramática universal "innata".  Esta teoría de la gramática generativa describe un conjunto de reglas que son utilizados para ordenar palabras correctamente para formar oraciones de sonido gramatical. También intenta describir el conocimiento gramatical innato de un hablante.

### Pobreza de estímulo
Uno de los argumentos más significativos que los gramáticos generativos tuvieron para el nativismo lingüístico es la pobreza del argumento del estímulo. Desde 1980, la pobreza de estímulo se integró cada vez más en la teoría de la gramática generativa. En este argumento, Noam Chomsky planteó que la cantidad de información que recibe un niño durante la adquisición del idioma no es suficiente para tener en cuenta la producción lingüística.  Para ser exactos, dijo que "el hablante nativo ha adquirido una gramática sobre la base de evidencia muy restringida y degenerada". De manera similar, en su artículo, Pinker concluye que los humanos tienen un sistema más sofisticado del que están expuestos.
En su artículo, Pullum y Scholz resumieron las propiedades del entorno de un niño.  Identificaron propiedades de positividad, degeneración, estado incompleto e idiosincrasia. Bajo positividad, afirman que los niños solo están expuestos a datos lingüísticos positivos. Además, faltan datos negativos que ayuden a un niño a identificar oraciones no gramaticales que son inaceptables en el lenguaje. También se afirma que los niños no pueden adquirir un lenguaje solo con pruebas positivas. Además, bajo degeneración, se afirma que los niños a menudo están expuestos a datos lingüísticos que son erróneos. Esto lo apoya Zohari, que afirma que en el habla adulta, a menudo se observan expresiones erróneas que incluyen notas del habla, oraciones no gramaticales, oraciones incompletas, etc. los datos a los que cada niño está expuesto son diferentes (es decir, idiosincrasia) y hay muchas expresiones que un niño podría no haber escuchado (es decir, incompleta). Sin embargo, a pesar de las propiedades mencionadas anteriormente, los niños podrían finalmente ofrecer un resultado lingüístico similar al idioma de destino en un período de tiempo relativamente corto.  En contraste, cuando se colocan en ciertos entornos, otros organismos no pueden alcanzar el dominio del lenguaje que los humanos han alcanzado. Desde el punto de vista de los nativistas, todo esto resalta que los bebés están cableados con una UG y por lo tanto apoyan la hipótesis de lo innato.
Sin embargo, es importante tener en cuenta que el argumento de que la pobreza de estímulo apoya la hipótesis de innatidad sigue siendo muy controvertido.  Por ejemplo, en uno de los últimos trabajos contra el argumento de la pobreza de estímulo, Fiona Cowie escribió en su artículo que el argumento de la pobreza de estímulo falla "tanto por razones empíricas como conceptuales para apoyar el nativismo".

### Hipótesis del periodo crítico
La hipótesis del periodo crítico del lingüista Eric Lennenberg afirma que la competencia nativa completa en la adquisición de un idioma solo se puede lograr durante un período óptimo. Esta hipótesis apoya la hipótesis innata sobre la innatitud biológica de la competencia lingüística. Lenneberg expresó que la edad juega un papel destacado en la capacidad de adquirir lenguaje. Según él, un niño antes de la edad de dos años no adquirirá un lenguaje suficiente, mientras que el desarrollo de la competencia nativa completa en un idioma debe ocurrir antes del inicio de la pubertad. Esto sugiere que el lenguaje es innato que ocurre a través del desarrollo en lugar de la retro alimentación del entorno. Como resultado, si un niño no escucha ningún idioma durante este período, no podrá aprender ni podrá hablar. También se dice que esta hipótesis explica por qué los adultos no adquieren tanto los idiomas como los niños.
La evidencia para la hipótesis del período crítico se puede ver en el caso de Genie . Cuando la descubrieron, ella estaba sin lenguaje. Se estudió el proceso posterior de adquisición del lenguaje de Genie, por lo que su desempeño lingüístico, desarrollo cognitivo y emocional se consideró anormal. Se dijo que el genio tenía un lenguaje del hemisferio derecho, parecido a otros casos en los que el lenguaje se adquiere fuera del "período crítico". Esto prestaría apoyo a la hipótesis de Lenneberg. Además, algunos vieron el caso de Genie como un apoyo a la hipótesis de lo innato. Cuando la LAD no se activa durante el período crítico, no se puede alcanzar el proceso natural de adquisición del lenguaje. Sin embargo, el caso de Genie es complejo y controvertido. Se ha argumentado que no apoya la innatalidad lingüística. Algunos han afirmado que hay al menos un posible grado de adquisición de la lengua materna más allá del período crítico. Además, la privación emocional y cognitiva también puede haber tenido un papel en las dificultades lingüísticas y cognitivas de Genie.
El desarrollo de la lengua de signos Nicaragüense por parte de estudiantes en una escuela para sordos también da evidencia de la hipótesis. Inicialmente, un lenguaje de signos pidgin con gramática simple, había grandes diferencias gramaticales y variaciones entre los firmantes. Finalmente, el pidgin se convirtió en un lenguaje completo (como un criollo ) cuando los firmantes más jóvenes desarrollaron un sistema mucho más estructurado y regular de manera gramatical , como las estructuras gramaticales específicas. A menudo, se dice que las diferencias en las habilidades entre los estudiantes más jóvenes y mayores para usar el lenguaje de señas sugieren evidencia de un período crítico.La espontaneidad del desarrollo de NSL también muestra que hay un elemento innato en el proceso de aprendizaje de idiomas.
No obstante, la hipótesis del período crítico en relación con la adquisición del lenguaje también es ampliamente debatida. Otra investigación también ha indicado que los efectos de la edad dependen en gran medida de las oportunidades de aprendizaje, las situaciones de aprendizaje y la importancia de la exposición inicial.

## Empirismo lingüístico
El Empirismo es la teoría de que todo conocimiento se basa en la experiencia derivada de los sentidos.  Los empiristas sólo estudian el comportamiento observable en lugar de representaciones mentales, estados y procesos no observables. Afirman que el sentido y la experiencia son la fuente última de todos los conceptos y conocimientos.  Por otro lado, el empirismo lingüístico es una perspectiva donde el lenguaje se aprende por completo. Estos teóricos basados en datos también apoyan que los niños no tienen conocimientos lingüísticos específicos al momento del nacimiento. El lenguaje y la gramática sólo se aprenden a través de la exposición y la experiencia acumulada. Esto también se denomina perspectiva de "crianza" en oposición a la perspectiva de "naturaleza" (nativismo lingüístico).
Contra la Hipótesis de la Innatitud de Chomsky, el filósofo John Locke insistió en que nuestro conocimiento, incluido el lenguaje, no puede ser innato. En cambio, todas las ideas se derivan de la experiencia. Geoffrey Sampson también mostró la misma postura al afirmar que "Nuestros idiomas no son innatos sino que se aprenden completamente con la experiencia".  Los empiristas han criticado conceptos como la gramática generativa que apoya el nativismo lingüístico. De hecho, algunos argumentaron que la "estructura del lenguaje" se crea a través del uso del lenguaje. Además, afirman que teorías como la LAD no están respaldadas por evidencia empírica.

### Argumento
Jacek Fisiak realizó análisis contrastivos sobre la hipótesis innata en 1980. Según el análisis de Fisiak, Putnam, Hiż y Goodman  criticaron la hipótesis innata de Chomsky al afirmar que:
1. El hecho de que las lenguas tengan propiedades similares es común y natural.[39] No hay necesidad de apelar a conceptos innatos para la explicación de este hecho. Goodman también expresó que las afirmaciones sobre los universales del lenguaje son dudosas. Argumenta que no es sorprendente que los idiomas en el mundo coincidan con características comunes.[40] Por lo tanto, la afirmación de que las características comunes, que han sido identificadas como 'universales de lenguaje' naturales, no debe ser apoyada.[40]
2. La hipótesis no puede ser apoyada por evidencia empírica.[39]

Es difícil explicar qué es para alguien tener un concepto innato, ya que es difícil encontrar evidencia empírica que respalde esta teoría. En otras palabras, no hay manera de falsificar la teoría a menos que se encuentre evidencia empírica.
A lo largo de los años, muchas teorías que están en contra del lenguaje innato se han desarrollado para explicar la adquisición del lenguaje. Muchos han defendido que los seres humanos aprenden el lenguaje a través de la experiencia con algunos inclinados hacia los niños que están equipados con mecanismos de aprendizaje, mientras que otros sugieren que las situaciones sociales o las capacidades cognitivas pueden explicar el aprendizaje de idiomas.
Bates y Elman resumieron una investigación realizada por Saffran, Aslin y Newport que apoya que el aprendizaje es "un proceso puramente inductivo y estadístico". En la investigación, se encontró que los bebés de 8 meses podían usar estadísticas simples para identificar los límites de las palabras en el habla. Los resultados de la investigación ponen de relieve que la adquisición del lenguaje es un proceso de aprendizaje a través de medios estadísticos. Además, plantea la posibilidad de que los bebés posean mecanismos dependientes de la experiencia que permiten la segmentación de palabras y la adquisición de otros aspectos del lenguaje. Como resultado, Bates y Elman encontraron que esto contradice la visión generalizada de que los seres humanos no pueden y no pueden utilizar procedimientos estadísticos generalizados para la adquisición del lenguaje. Esta es una evidencia empírica para el empirismo lingüístico, por lo que va en contra de la hipótesis de la innatitud.
Los hallazgos de Michael Tomasello resaltan el significado de una teoría de la adquisición del lenguaje basada en el uso e indican que existe una relación entre las habilidades cognitivas y sociales con la competencia lingüística. Esto muestra la importancia del papel de la experiencia en la adquisición del lenguaje. Al estudiar empíricamente las etapas de desarrollo de la adquisición del lenguaje infantil, argumenta que los niños tienen capacidades cognitivas específicas al nacer que promueven el crecimiento en la competencia lingüística y las habilidades interpersonales específicas que ayudan al aprendizaje de idiomas. Sin embargo, enfatizó que esto no prueba que el lenguaje sea innato. Además, sus experimentos indican que la conciencia y comprensión de los niños de las señales comunicativas intencionales mostradas por otros es una habilidad cognitiva social destacada que determina su capacidad para aprender palabras. Tomasello también afirmó que las producciones iniciales de múltiples palabras para niños pequeños son muy concretas ya que se basan en palabras y frases específicas en lugar de categorías lingüísticas innatas y abstractas. Por lo tanto, esto explicaría por qué el desarrollo gramatical es progresivo y específico de cada palabra.
Geoffrey Sampson también admite que la "riqueza del medio ambiente" desempeña un papel en la adquisición del lenguaje. Por ejemplo, Sampson observó que no solo los seres humanos sino todas las especies son capaces de reconocer el habla. Esta habilidad indica que un niño está equipado con la capacidad de normalización que desempeña un papel fundamental en la adquisición de la fonología de un idioma. Por lo tanto, sostiene que un niño nace con la capacidad de aprender y esto es a través de pruebas y conjeturas en lugar de la habilidad innata que los nativistas apoyan.